# AbeBooks
AbeBooks ist ein internationaler Onlinemarktplatz für Bücher. Gegen Provision werden neue und gebrauchte Bücher zwischen Händlern und Käufern vermittelt. Das Unternehmen handelt nicht selbst. Es erzielt seinen Gewinn durch eine feste Angebotsgebühr zuzüglich einer Provision vom Umsatz und Abwicklungskosten für die Zahlung über Kreditkarten. AbeBooks ist in Deutschland, Frankreich, Großbritannien, Spanien, Italien, Australien und Neuseeland sowie den Vereinigten Staaten und Kanada mit eigenen Websites vertreten. Seit 2008 ist AbeBooks ein Tochterunternehmen von Amazon.

## AbeBooks Europe
AbeBooks Europe wurde im September 1999 unter dem Namen „justbooks.de“ gegründet, ist aber seit Oktober 2001 eine Tochter des 1995 gegründeten kanadischen Unternehmens AbeBooks Inc. Im Oktober 2004 wurde die spanische Gebrauchtbuchplattform IberLibro.com eingegliedert. Zusammen bieten die Unternehmen rund 110 Millionen Bücher von über 13.500 unabhängigen Anbietern an und beschäftigen über 120 Mitarbeiter (ca. 30 in Europa und 90 in Kanada).

## Geschichte

### 1999–2001 JustBooks.de GmbH
JustBooks wurde im September 1999 in Düsseldorf von Hannes Blum, Malte Brettel, Christian Langer, Florian Heinemann und Boris Wertz gegründet. Die Firmengründer hatten bereits während ihres Studiums festgestellt, dass benötigte Fachbücher oft vergriffen bzw. nicht lieferbar sind. Eine Internetplattform stellte eine Lösung für dieses Problem dar.
Von der Idee bis zur Realisierung vergingen nur wenige Monate. Zur Frankfurter Buchmesse im Oktober 1999 startete JustBooks.de. Anfangs wurden die jungen Unternehmer von Business Angels finanziert, die selbst aus der Internet-Branche kamen. Ab Januar 2000 unterstützte Burda Digital Ventures (heute Acton Capital) als Risikokapitalgeber das aufstrebende Unternehmen. Im Oktober 2000 erhöhte Burda seinen Anteil nochmals. Ende Juni 2000 wurde die englische Plattform www.justbooks.co.uk eröffnet, im März 2001 ging JustBooks in Frankreich unter www.justbooks.fr an den Markt.
Im Oktober 2001 bot JustBooks mehr als 5,3 Mio. Bücher von mehr als 1000 Antiquaren an und beschäftigte 15 feste Mitarbeiter. Ebenfalls im Oktober 2001 wurde bekannt, dass AbeBooks JustBooks.de übernommen hatte.

### 1996–2001 Abebooks Inc.
AbeBooks (AbeBooks Inc.) wurde im Mai 1996 von Rick Pura und Keith und Cathy Waters in Victoria/Kanada gegründet. Der Firmenname leitet sich vom ursprünglichen Namen „Advanced Book Exchange“ ab.
Das Gründerteam besaß nicht nur technisches Know-how, sondern verfügte bereits über jahrelange Erfahrung im antiquarischen Buchhandel. Die Idee zu AbeBooks entstand angesichts der Schwierigkeiten, als Antiquar für einen Kunden seltene Bücher zu besorgen und mit anderen Antiquaren Informationen zu Buchbeständen auszutauschen.
Schon bald nach der Gründung nutzten Antiquare und andere Anbieter in ganz Nordamerika die Möglichkeit, ihre Bücher über das Netzwerk von AbeBooks zu verkaufen. Die Firma wuchs seitdem kontinuierlich. Durch Kooperationen mit Barnes & Noble/USA (1998), Akaikutsu/JAP (Juni 2000), Chapitre/FR (Oktober 2000) und Biblioquest/AUS (Oktober 2000) konnte AbeBooks seine Marktposition international ausbauen.
Im Oktober 2001 arbeiteten rund 100 feste Mitarbeiter, ca. 20 davon in Europa (Düsseldorf, Oviedo) und 85 in Nordamerika (Victoria B.C., Kanada), für Abebooks Inc., das Unternehmen war eine der erfolgreichsten kanadischen Internetfirmen. Mehr als 10.000 unabhängige Anbieter verkauften über AbeBooks mehr als 40 Mio. Bücher weltweit.

### 2001 bis heute: AbeBooks Inc.
Im Oktober 2004 kaufte AbeBooks den spanischen Marktführer im Bereich Online-Antiquariat IberLibro.com.
Der zu dieser Zeit führende Service für Preisvergleiche im Bereich Bücher – BookFinder.com – wurde im November 2005 übernommen. Unter dem Namen JustBooks war BookFinder.com seit September 2006 auch in Europa aktiv.
Im Februar 2006 akquirierte AbeBooks FillZ.com, den Anbieter einer Online-Lösung für Inventarverwaltung und Ordermanagement.
Im Mai 2006 erwarb AbeBooks eine 40%ige Beteiligung an der SocialNetworking-Plattform für Bücher LibraryThing.
Mit Gojaba.com schaffte AbeBooks im Februar 2008 einen Niedrigpreis-Buchmarkt zunächst für Schweden und Russland, später für Brasilien und Polen.
Im April 2008 kaufte AbeBooks den Online-Buchshop-Betreiber Chrislands.com.
AbeBooks beschäftigt heute mehr als 120 Mitarbeiter in Deutschland, Kanada und den USA.
Ende 2008 wurde AbeBooks von Amazon für 100 Millionen US-Dollar übernommen, soll aber als eigenständiges Unternehmen weiterarbeiten. Im April 2011 erwarb AbeBooks den antiquarischen Marktplatz Zentrales Verzeichnis Antiquarischer Bücher (ZVAB) von der mediantis AG.

### Proteste gegen Rückzug aus Ungarn, Tschechien, Südkorea und Russland
Im November 2018 teilte AbeBooks Buchhändlern in Ungarn, Tschechien, Südkorea und Russland kurzfristig mit, dass sie ab 30. November 2018 keine Bücher mehr über AbeBooks verkaufen können. Die International League of Antiquarian Booksellers (ILAB) protestierte darauf, mobilisierte ihre Mitglieder und rief zu einer „Pause“ bei AbeBooks auf, wodurch rund 2,6 Millionen Bücher von mehr als 460 Verkäufern in 26 Ländern als „vorübergehend nicht erhältlich“ gekennzeichnet wurden. Die britische Antiquarian Booksellers Association beschloss, den Sponsorenvertrag mit AbeBooks für ihre jährliche Buchmesse nicht zu verlängern, und gab eine Protesterklärung heraus, in der sie kritisierte, dass AbeBooks „mit ein paar unpersönlichen Sätzen die Lebensgrundlage von Antiquaren in Polen, Tschechien, Ungarn, Russland und Südkorea zerstört“. Der Rückzug wurde in der Folge von AbeBooks rückgängig gemacht.

### Megalister
Abebooks-Kunden haben keine Möglichkeit, sich etwa durch Bewertungen gegen betrügerische Megalister zu wehren, die ihre Fake-Angebote bei Abebooks platzieren.